# Stefan Mandel
Stefan Mandel (Reino da Roménia, 1934) é um matemático romeno que ganhou notoriedade por ter descoberto uma maneira prática de ganhar na loteria, tendo conseguido o prêmio máximo por 50 vezes. Como consequência, as organizações responsáveis pelo desenvolvimento dos jogos lotéricos mudaram as leis das loterias para impedir o uso de seu método.

## O "Método Mandel"
Mandel usou suas habilidades matemáticas para chegar a uma fórmula para quebrar o sistema. Depois de uma pesquisa minuciosa, o matemático criou um "algoritmo de escolha de números", baseado em um método que ele chamou de "condensação combinatória". Através deste algoritmo, Stefan Mandel afirmava conseguir prever 5 dos 6 números da loteria em que jogava, reduzindo o número de combinações possíveis de milhões para milhares.
Com esse método, ele conseguiu ganhar o primeiro prêmio da loteria romena, no valor de mais de R$ 80 mil.
À época, a Romênia vivia sob o regime socialista, então com o valor do prêmio ele subornou funcionários do Ministério dos Negócios Estrangeiros e fugiu do país.
Fixou residência na Austrália.

### Apostas em todas as combinações possíveis
Na Austrália, ele percebeu que em algumas loterias, o número total de combinações é significativamente inferior ao valor do prêmio. Ou seja, bastaria apostar em todas as combinações possíveis para ganhar o prêmio máximo, conforme abaixo:
1- Identificar uma loteria em que é necessário acertar 6 números entre 1 e 40. Assim, neste jogo, o total de combinações possíveis é de 3.838.380 possibilidades;

2- Buscar um jogo em que o prêmio seja, no mínimo, três vezes maior que o número de combinações (como US$ 10 milhões, considerando o número citado acima), para garantir um bom lucro;

3- Juntar dinheiro para pagar por todas combinações com um valor mínimo (se cada jogo for R$1,00, então, no caso do exemplo acima, juntar R$ 3.838.380,00);

4 - Preencher 3.838.380 canhotos (1 jogo para cada combinação possível);

5 - Apostar em todas as combinações possíveis.

Mas, para isso, Stefan era obrigado a escrever à mão todas as combinações possíveis, se arriscando cair em uma grande dívida por causa de um erro. Por conta disso, ele criou um programa de computador que simplificou todo o processo.[carece de fontes?]
Com o esquema, ele conseguiu ganhar o prêmio máximo mais 13 vezes, além dos segundos e terceiros prêmios, já que fez apostas em todas as combinações possíveis.

### Alvo da CIA e do FBI
Umas dessas 13 vitórias aconteceu em 1992, num jogo que ele fez na Virginia, EUA. Ele além de ganhar o prêmio máximo, ele ganhou ainda mais seis segundos prêmios, 132 terceiros prêmios e milhares de prêmios menores, arrecadando mais de US$ 30 milhões.
Isso fez com que ele fosse investigado pela CIA e pelo FBI. Durante mais de quatro anos de investigação, as autoridades descobriram que tecnicamente Mandel não havia quebrado nenhuma regra.

## Mudança de Regra nas Apostas
Após as vitórias do Mandel, as lotéricas de todo o mundo mudaram algumas regras dos jogos, como, por exemplo, não mais permitir preencher os canhotos fora dos locais de aposta.